# Internacionalização
A Internacionalização é um conceito com aplicação em várias áreas. A internacionalização se refere as trocas  econômicas, políticas, culturais entre nações, e as relações que daí resultam, pacíficas ou conflituosas, de complementaridade ou de concorrência. » Harris e Wheeler (2005) define a internacionalização como um processo no qual a empresa comercializa os seus produtos ou serviços fora do seu mercado local ou de origem, focando assim o seu envolvimento também em mercados externos.

## Formas de Internacionalização
Até há poucos anos, internacionalizar representava uma aventura solitária para a empresa e que obrigava, inevitavelmente, à passagem dos seguintes estágios:
a) Exportação ocasional.
b) Exportação por intermédio de um agente.
c) Exportação por intermédio de uma filial comercial.
d) Implantação produtiva que se substitui, total ou parcialmente ao fluxo de exportação.
Actualmente, este conceito é cada vez mais abrangente e complexo, pois integrar-se numa rede de acordos inter-empresariais edificados por cima das fronteiras políticas. Por esta razão, a selecção de parceiros e de modelos contratuais passaram a ser um aspecto chave na estratégia internacional da empresa onde a supressão das fronteiras económicas nacionais abre outras potencialidades à cooperação que passa a substituir a lógica tradicional da prevalência dos movimentos de internacionalização.
Nesta visão do que é a internacionalização e de quais as estratégias a adoptar está incluída a nova vertente da digitalização da economia, que proporciona enormes economias de rede e em que a rede se configura muito bem com uma lógica de alianças, as empresas portuguesas não se poderão alhear deste novo modo de operar nos mercados internacionais que, com maior rigor, deverão ser substituídos por “mercado global”.
A questão da internacionalização de uma indústria ou de uma empresa moderna deixou de ser uma opção para se tornar numa questão de sobrevivência.
Deveremos no entanto, distinguir na internacionalização o conceito de comércio internacional e ou negócio internacional. O comércio internacional, refere-se unicamente a importações e exportações, enquanto que, negócio internacional é um conceito mais abrangente, que inclui a produção no exterior.
No caso das empresas portuguesas do têxtil e vestuário, a realidade mostra que hoje as que apresentam melhor situação económico-financeira e que têm projecto de crescimento são precisamente aquelas que entenderam os mercados externos (e os seus desafios) como uma oportunidade e não como uma ameaça ou uma fatalidade. Vendendo onde há compradores que procuram os seus produtos e serviços, independentemente de estes se encontrarem em mercados maduros ou emergentes, mas também adquirindo matérias-primas e produtos acabados, para fabricar competitivamente ou para apresentar portefólios de artigos diversos, verdadeiros mix de produtos básicos e de produtos elaborados, mas que possam ir de encontro às necessidades dos clientes, os quais compram cada vez mais numa lógica integrada, procurando economizar recursos financeiros e humanos, mas especialmente tempo.

### Exportação
A exportação representa a primeira alternativa de internacionalização para empresas incipientes em relação a mercados externos. Essa alternativa é muito utilizada, pois requer um grau reduzido de risco e comprometimento por parte da empresa.
Ocorre principalmente quando um produto ou serviço é transportável, o processo de internacionalização inicia-se geralmente pela exportação. Esta é a forma de internacionalização utilizada pela grande maioria das PME.
A alternativa da exportação pode ser dividida em dois tipos de operação: as exportações directas e indirectas.
- As exportações directas são aquelas realizadas através de um intermediário localizado fora do país de origem, como, por exemplo, distribuidores, agente do fabricante, representante comissionado, filial de vendas, além das exportações realizadas directamente ao consumidor final. A vantagem é a de possibilitar ao exportador um maior controle sobre os canais de distribuição utilizados e, consequentemente, sobre o mercado para o qual está exportando.
- Já as exportações indirectas são realizadas através de um intermediário localizado no próprio país do fabricante, como as trading companies, brokers e a comercial importadora/exportadora. A grande vantagem de se realizar exportações de forma indirecta é que a necessidade de conhecimento das normas e trâmites do comércio internacional são de responsabilidade desses agentes, não necessitando o fabricante de uma estrutura própria.

O dinamismo de gestão, o conhecimento dos mercados, os recursos mobilizáveis, a obtenção gradual de capacidade criativa e o estabelecimento de relações de confiança ou parceria com certos clientes são os factores que mais contribuem para a consolidação da actividade exportadora de uma empresa.
O risco inerente ao processo é limitado e poderá ser controlado mais facilmente. A rendibilidade é razoável e a necessidade de controlo dos produtos ao longo dos canais de distribuição é normalmente reduzida.

### Franchising
Seguindo esta forma de internacionalização não existe transferência de produtos mas de know-how. O licenciamento prevê o estabelecimento de um contrato entre duas empresas, pelo qual uma delas, sendo detentora de determinado know-how, compromete-se a transferi-lo à outra, mediante uma retribuição acordada. Sendo mais preciso, pode-se apresentar a definição dada pela EFF (European Franchising Federation):
Franchising é um sistema de gerenciar a comercialização (marketing) de produtos e/ou serviços, baseando-se em uma colaboração muito estreita entre duas empresas, legal e financeiramente independentes - o franqueador(franchisor) e o franqueado individual (franchise), onde o franchisor garante e impõe ao seu franchise individual  o direito de gerenciar um negócio de acordo com o seu (do franchisor) conceito.— European Franchising Federation
Nesses processos, normalmente está associada uma marca protegida e já implementada no mercado ou uma tecnologia devidamente patenteada. O recurso a contratos de licença é uma importante forma de rentabilizar a capacidade tecnológica de uma empresa. Este tipo de internacionalização, actualmente em rápida expansão, permite aos franqueados uma rápida expansão para o seu negócio e conferem ao licenciador um controlo mais efectivo dos produtos ao longo dos canais de distribuição. O risco para os licenciadores é bastante atenuado no caso dos sistemas de franchising, mas a rentabilidade de todo o processo é mais reduzida do que no sistema anterior. Normalmente, estão associados a um processo de licenciamento, fortes investimentos em publicidade, a fim dar notoriedade à marca. O prazo de retorno de investimento é relativamente longo até que o negócio esteja a funcionar plenamente.

### Joint ventures
Joint-venture reporta-se à associação entre duas (geralmente) ou mais empresas, com o objectivo de se realizar um negócio em comum, no qual cada uma, isoladamente, não teria o mesmo sucesso. Pode ser estabelecida por tempo determinado ou indeterminado, com objectivo comum entre as partes e vantagens recíprocas.
```
 
```

joint-venture é como um casamento, em que cada uma das partes entrega um dote para começar uma vida em comum. "Como todos os casamentos, pelo menos no início, pensa-se que é para sempre, porém, na prática, acontecem problemas, ciúmes, discussões, incompatibilidade, levando ao divórcio, que se espera seja um processo o menos doloroso possível.”— Minervini (2001)
As motivações para empresas firmarem joint-ventures podem ser de origem política, estratégica ou económica.
Entre as de origem política, pode-se citar a neutralização da concorrência e a redução de impactos negativos de legislações locais (restritivas, em alguns países, quanto a investimentos estrangeiros  em  sectores considerados estratégicos, por exemplo). Uma motivação estratégica pode ser o acesso rápido a uma tecnologia. Por fim, entre os motivos económicos, incluem-se a redução de custos produtivos, a complementação técnica, comercial e financeira e econômica. No âmbito geral, risco é maior, para os intervenientes, mas os rendimentos também são mais substanciais[carece de fontes?].

### Investimento direto
É a forma de internacionalização pela qual uma empresa decide “entrar” em determinado mercado por sua conta e risco. A perspectiva de obtenção de lucros maiores supera os riscos inerentes.
Uma empresa que opta por abrir uma filial poderá fazê-lo adquirindo uma empresa local, ou ainda, construindo suas próprias instalações. É um grau elevado de internacionalização, uma vez que expõe a empresa a elevados custos e riscos políticos.
A instalação de uma filial pode ser uma estratégia para empresas que vislumbram em determinado país, um mercado com alta potencialidade a atender. Normalmente, existem benefícios concedidos às empresas que investem no país por parte dos governos estrangeiros, ou pelo menos, supera proibições de importações ou elevadas taxas de importação.
A filial de produção pode ir desde uma simples montadora de componentes enviados pelo exportador até a fabricação total do produto, podendo haver 100% de capital do exportador (quando permitido pela legislação), ou parcerias com empresários locais (jointventures).
O investimento directo no estrangeiro pode assumir as seguintes formas:
- Deslocalização da produção: normalmente, tem por base os aliciantes da mão-de-obra ou das matérias-primas a preços mais baixos. São muito poucas as empresas portuguesas que optam por esta forma de internacionalização, talvez pelo risco associado ou por questões de incapacidade financeira ou, simplesmente, porque Portugal se mantinha até há poucos anos como um bom local de produção.
- Investimento comercial: trata-se de um importante salto qualitativo face à mera actividade exportadora. A empresa envolve os seus próprios recursos e constitui uma nova empresa no país estrangeiro, permitindo-lhe por um lado um maior controlo sobre o processo de comercialização e respectivos canais de distribuição e, por outro, a redução dos intermediários na sua relação com o mercado externo;
- Expansão empresarial: neste caso, são constituídas empresas no estrangeiro, à imagem da empresa nacional, como forma de facilitar a penetração em certos mercados. Estas filiais não têm apenas funções comerciais, mas também de concepção do produto, engenharia da produção, processo produtivo, etc.

Todavia, a implementação desta estratégia de investimento directo deve ocorrer quando:
a) Os produtos precisam estar disponíveis continuamente e em grande quantidade como, por exemplo, no caso de alimentos.
b) Tem produtos com pouco valor agregado, por exemplo, cimento.
c) É indispensável um excelente serviço de assistência técnica, como no caso de carros.
d) Se confronta com países que aplicam um forte proteccionismo.
e) Tem produtos que alcançam a maturidade do seu ciclo de vida e precisam de uma acção de venda muito controlada.
f) Tem produtos para os quais é importante manter um elevado nível de imagem e marca, como. Por exemplo, produtos de moda.
g) Encontra mercados com elevado nível de potencial de desenvolvimento e onde é indispensável em nível de serviço (países em desenvolvimento).
De facto, a escolha de uma forma de ingresso em um mercado é uma importante estratégia comercial, da mesma que forma que outros aspectos de marketing também serão.
Cooperação Informal

A colaboração empresarial tal como tem vindo aqui a ser tratada é aquela que geralmente se designa por formal, isto é, aquela que envolve um contrato entre as partes envolvidas. No entanto, deve-se salientar que a cooperação é um fenómeno que nem de longe nem de perto se resume à colaboração formal.
Com efeito, as empresas não são entidades isoladas e independentes. Elas interagem não só com clientes e fornecedores mas também com concorrentes, organismos estatais, instituições financeiras, clientes de clientes, etc. Este processo dá com frequência origem a redes de relacionamentos que vão sendo construídas ao longo do tempo e das quais resultam formas de dependência e de adaptação entre as organizações nelas envolvidas. É a partir daqui que se pode ir desenvolvendo uma confiança mútua que poderá propiciar vantagens quer ao nível da estabilidade e segurança do negócio bem como ao nível da eficiência e produtividade fruto de uma melhor coordenação de actividades. Tudo isto, fazendo parte da própria essência da cooperação, não é, na grande maioria dos casos, formalizado por qualquer contrato escrito.

Este modelo, que realça o papel da cooperação (informal), da complementaridade e da dependência entre os actores económicos, é conhecido por Network Approach. Trata-se de um modelo cuja relevância e especificidade conceptual aconselham um tratamento à parte e distinto do estudo da cooperação formal.
Fica, no entanto, a referência de que os seus principais centros de investigação empírica e teórica se situam nos países escandinavos - nomeadamente na Universidade de Uppsala - e no Reino Unido, sendo aqui de destacar a Universidade de Lancaster. Entre outros, são de mencionar os trabalhos produzidos por Johanson e Mattsson (1985), Mattsson (1987), Hakansson e Snehota (1989), Hakansson (1989), Easton e Araujo (1989), bem como o recentemente editado Axelsson e Easton (1992).
Subcontratação
 Consiste na encomenda por parte de uma empresa (denominada principal) de produtos ou partes de produtos - ou meras operações sobre os mesmos - a uma outra empresa subcontratada com base em especificações pré-estabelecidas. Tendo em vista assegurar que os produtos ou operações obedeçam aos requisitos pré-estabelecidos, são vulgares os casos em que existe a cedência (para além das especificações técnicas) de know-how tecnológico e mesmo de maquinaria e equipamentos, sendo isto formalizado através de contratos autónomos de assistência técnica ou de licenciamento. Simples nos seus princípios, a subcontratação internacional foi inicialmente desenvolvida pelas grandes empresas japonesas (Mitsubishi, Sumitomo, Mitsui, etc.), o que só prova que, com frequência, as decisões mais eficazes ao nível da gestão têm por base ideias claras e processos simples. Na prática, a subcontratação é, como acentua Powell (1990), uma forma de desintegração vertical através da qual as unidades económicas se especializam em determinadas funções da cadeia de valor, provavelmente aquelas em que possuem mais vantagens competitivas.
As empresas portuguesas poderão, neste campo, assumir dois papéis: o de predominantemente subcontratantes ou o de predominantemente subcontratadas. A primeira hipótese reflecte uma estratégia mais actuante e agressiva no mercado. A empresa portuguesa decide, por exemplo com base numa análise SWOT, quais os produtos que pretende explorar, decompõe seguidamente a cadeia de valor e subcontrata as actividades para as quais tem menos aptidões. A este respeito, a Benetton é um exemplo claro desta forma de operar. Descrevendo-se a si própria como uma empresa verticalmente desintegrada, ela subcontrata cerca de 95% das actividades de produção e comercialização. As únicas grandes tarefas que desenvolvem internamente são a compra de matérias-primas (porque consegue aqui obter economias de escala fabulosas) e o design e concepção dos artigos de vestuário (que requerem uma sofisticada tecnologia e elevado know-how com grande valor acrescentado). Quase tudo o resto é subcontratado. E não se pense que se trata de caso único. Num sector totalmente diferente, a nova fábrica de automóveis da Mercedes em Rastatt, Alemanha, pura e simplesmente não possui aquilo que convencionalmente se designa por linha de montagem. A segunda estratégia - ser predominantemente subcontratado - representa uma opção muito mais passiva. Contudo, para muitas empresas portuguesas com recursos, experiência e poder limitados, poderá ser uma solução com interesse até porque permite o contacto com novas formas de organização e gestão, tecnologias e/ou modos de comercialização.

## Formas de acesso com produção no exterior
- Contrato de produção - O Contrato de produção ocorre quando a empresa delega a produção dos seus bens numa empresa independente, através de um contrato que cobre somente o fabrico. Nesta abordagem, a empresa desenvolve todo o marketing-mix, cabendo à empresa local apenas a fabricação.
- Licenciamento - O Licenciamento traduz uma situação contratual em que a um produtor local são cedidos os direitos de produzir e vender os produtos do exportador, numa determinada àrea estabelecida contratualmente, que pode ir de um único mercado até vários países ou mesmo a um continente. Não envolve, em geral, troca de bens entre o licenciado e o licenciador. A licença pode incluir a utilização de uma marca registada, patentes, técnicas de fabrico e de marketing.
- Franchising - Consiste no licenciamento de um negócio completo em que uma empresa (franchisador) licencia um certo número de revendedores (franchisados) para comercializarem ou mesmo produzirem um produto / serviço, gerindo um negócio desenvolvido pelo franchisador, utilizando o nome e a marca registada deste, bem como os seus serviços, o seu know-how e os seus métodos de fazer negócio.
- Transferência de tecnologia - Esta consiste no fornecimento de conhecimentos tecnológicos não patenteados, total ou parcialmente secretos, e / ou na autorização de exploração de direitos de propriedade industrial. Geralmente, é acompanhada do fornecimento de equipamentos, serviços de assistência técnica e formação, que tem por objectivo fornecer ao utilizador conhecimentos para que possa melhor tirar partido dos novos instrumentos que lhe foram fornecidos. Nos casos em que implica fornecimento de equipamentos é também designada por "contrato-chave-na-mão".
- Contratos de serviço - Consistem na venda de um serviço ao estrangeiro e raramente surgem dissociados da venda do produto a que se vai prestar serviço.Tomam formas bastante diversas, como por exemplo, assistência técnica a equipamentos ou na concepção de um projecto, fornecimento de informações sobre determinada tecnologia, formação e colocação em funcionamento de uma unidade de produção ou serviço.
- Contratos de gestão - O contrato de gestão é um acordo nos termos do qual um investidor assegura a construção e equipamento de um bem económico (unidade de produção ou empresa de serviços), após o que confia na sua gestão a uma empresa independente. Estes contratos são válidos por períodos determinados e a empresa prestadora de serviços não entra no capital da empresa contratante.
- Consórcio - Consiste num acordo entre empresas concorrentes ou complementares, com duração limitada no tempo, que tem um objectivo definido e em que as partes integrantes do consórcio tem autonomia jurídica e estratégica.
- Joint-venture - Também designada sociedade conjunta ou sociedade em co-propriedade, a joint-venture traduz partilha de activos entre duas ou mais empresas numa nova organização juridicamente distinta, com o fim de desenvolver uma actividade produtiva e / ou comercial. De uma forma mais prática, podemos dizer que a joint-venture é uma forma de actuar nos mercados externos, em que a empresa possui poder suficiente para ter intervenção na gestão, mas não para dominar complemente o negócio.
- Alianças estratégicas - O conceito de aliança estratégica surgiu na década de 80. engloba uma grande variedade de relações contratuais, frequentemente entre concorrentes de um mesmo país e entre concorrentes em diferentes países, sempre que o relacionamento não se enquadra nas definições de licenciamento ou de joint-venture.
- Propriedade total via investimento directo - Esta é a forma de acesso que envolve uma participação mais intensa nos mercados internacionais pois, em princípio, a empresa é detida a 100%. A propriedade total das operações requer um maior investimento e maior esforço de gestão oferecendo, em contrapartida, o  controlo total dos negócios do mercado. Na prática para conseguir este controlo basta deter 95% da empresa ou até menos. Deste modo, é constituída uma filial, que pode ser apenas de produção ou só comercial, mas poderá integrar a totalidade das actividades de uma empresa, sendo neste caso denominada filial integrada.[2]

## Processo de Internacionalização
O processo de internacionalização pode ser um excelente negócio para a empresa, desde que isto aconteça de forma planejada, consciente e uma vez que se tenha o domínio das regras e usos do comércio exterior. Caso contrário, as vendas ao exterior podem representar prejuízo e uma péssima experiência às empresas. No caso de Internacionalização de empresas, os profissionais qualificados devem possuir conhecimentos em Relações Internacionais, Comércio Exterior, Economia, Contabilidade, Direito e Administração.
Na base deste processo a informação assume um papel crítico pois é a base e a fundamentação de todas as decisões. É importante estar informado sobre aspectos internos (custos, capacidade de produção, etc.) tanto quanto os externos (custos da exportação, curso dos câmbios da moeda, etc.), muitas vezes desconhecidos ou difíceis de serem mensurados.
Podem iniciar a exportar aquelas empresas que avaliaram sua capacidade de internacionalização e encaram a exportação como uma estratégia para melhorar a competitividade. Esta está conectada a compromisso com a qualidade, criatividade e profissionalismo. A exportação é uma actividade de médio a longo prazos, mas ela exige planeamento de recursos e paciência, o que regularmente não sobra em épocas de crise, quando sobreviver torna-se a prioridade da empresa.
O mesmo autor vai ainda mais longe afirmando que dificilmente se obtém êxito no mercado externo quando não se o tem no mercado interno. Assim sendo, não é viável encarar exportação como um salva-vidas ou válvula de escape quando o mercado interno está em crise.
Quanto ao destino das exportações, o ideal seria basear-se em uma pesquisa de mercado prévia, para um lugar onde se encontre condições de entrar de forma mais rentável e com custos e riscos os menores possíveis. Na prática, as empresas começam de forma casual, respondendo a pedidos ou participando de feiras internacionais. O melhor seria iniciar com mercados onde se pode adquirir experiência com menores custos.
Deve-se desenvolver um plano porque reduz ao mínimo as decisões irracionais perante os imprevistos, reduz os conflitos ao redor dos objectivos aos quais a empresa quer se dirigir, aumenta a preparação da empresa para o câmbio, fornece um esquema para a constante avaliação das actividades, disciplina em forma sistemática no planeamento, responde às três grandes perguntas:
- Aonde estou?
- Aonde quero ir?
- Como chegar?

Uma vez compreendido o que é comércio exterior e quando é a hora de se ir ao encontro do mesmo, é necessário entender o que é estratégia e como ela pode auxiliar no planeamento da internacionalização de uma empresa.

### Etapas
Tal como acontece com a concepção e implementação de outras estratégias definidas para a empresa, também a estratégia de internacionalização passa por uma análise do mercado, da concorrência, dos potenciais clientes e dos pontos fracos e fortes da nossa estrutura, por forma a podermos definir objectivos e linhas de acção.
a) Identificação das oportunidades
No âmbito da formulação da estratégia de internacionalização é importante criar um sistema de vigilância a nível internacional, de forma a poder eliminar à partida os espaços geográficos internacionais que não tenham potencial de expansão ou nos quais a concorrência já domine o mercado. É uma fase complexa, em que deve fazer uma análise do ambiente concorrencial internacional e que inclui:
- Análise da atractividade da indústria – a definição da dinâmica internacional do sector, das pressões externas (regulamentares, socioeconómicas, tecnológicas, grau de proteccionismo, etc.) e da segmentação da indústria internacional (identificação e selecção dos critérios de segmentação).
- Agressividade concorrencial – visa fazer uma análise das características do sistema concorrencial internacional e as reestruturações observadas ou previstas, bem como proceder à identificação das forças da concorrência internacional (ameaça de novos concorrentes ou de produtos substitutos e o poder negocial dos fornecedores e dos clientes).
- Definição dos factores críticos de sucesso da indústria – deverá analisar estes factores, quer do ponto de vista da oferta quer da procura nos mercados internacionais. De seguida, deverá criar cenários de evolução possíveis e quais as estratégias vencedoras em cada um dos cenários.

Nesta fase é mandatário que se realize um estudo prévio e cauteloso não só dos potenciais clientes e das condições concorrenciais prevalecentes no novo destino (vulgarmente designado, por estudo de mercado), mas também das possibilidades de retaliação no mercado de origem das empresas (ou até dos “produtos”) que se vêem confrontados com um novo desafio.
Com esta análise atenua-se o risco ao seleccionar o mercado onde actuar baseado em critérios lógicos. De uma maneira geral, e para conhecer melhor o mercado onde se pretende vender, a recolha de dados como o PIB e PIB per capita, população, índices de poder de compra, distribuição de população pelo meio urbano e rural, são números que ajudam a conhecer um país.
A sua actualidade é muito importante, pelo que estes números não devem ter mais do que três anos, e sempre que possível devem ser comparados com os do nosso país, para uma análise mais fácil e estabelecer algumas correlações simples.
b) Identificação dos pontos fortes e fracos da empresa
Visa avaliar os recursos e as lacunas da empresa tendo em vista a sua internacionalização. Podem-se definir três níveis de diagnóstico:
- Internacionalização inicial – avalia o potencial da empresa para desenvolver relacionamentos negociais duradouros com empresas e clientes estrangeiros e a capacidade de adaptação da sua oferta e processos de compra e venda aos mercados internacionais.
- Implementação – o desafio deste tipo de diagnóstico é de avaliar as condições para se poder criar e implementar uma estratégia de desenvolvimento internacional, associada à capacidade para gerir e controlar o negócio à distância.
- Internacionalização – análise da capacidade de concorrer globalmente.

c) Elaboração da estratégia e dos objectivos
No que diz respeito à concepção e à implementação de uma estratégia de internacionalização as localizações possíveis de intervenção são cruciais, definindo os locais onde as empresas irão actuar e que será o local da comercialização e fabrico dos seus produtos ou expandir as suas funções de apoio.
Nesta fase, faz-se a triagem das localizações através da comparação dos elementos de atracção das diversas alternativas e hierarquização das preferências, combinados com os trunfos que poderão valorizar a empresa nos vários locais. Pode utilizar uma grelha de comparação de atractivos em vários países, usando critérios como:
- O potencial do mercado. Para avaliar o potencial de um mercado, as principais informações a recolher são as seguintes:

- Situação e tendências demográficas;
- Situação económica geral;
- Dimensão e tendências do mercado;
- Análise dos factores culturais e sociais;
- Análise da concorrência;
- Características dos canais de distribuição e de comunicação existentes.
- Regulamentação. Deve ser estudada sob os seguintes aspectos principais:

- “Barreiras à entrada”: eventuais restrições à importação, à produção ou à venda dos produtos considerados;
- Regulamentação respeitante ao preço;
- Restrições eventuais relativas aos movimentos de capitais e «repatriamento» dos lucros;
- Possibilidade de obter ajudas dos poderes públicos;
- Legislação social, respeitante por exemplo ao emprego de pessoal estrangeiro, nível de salários mínimos, restrições aos licenciamentos, etc.;
- Regulamentação da publicidade;
- Certificações nacionais obrigatórias (alguns países da União Europeia, como por exemplo o Reino Unido, exigem que determinados produtos, por exemplo têxteis-lar, cumpram normas específicas).
- Avaliação dos riscos políticos. É importante, tratando-se de países cuja estabilidade política e institucional não está assegurada, avaliar a natureza e a importância dos riscos aos quais se expõe a empresa ao implantar-se nesse mercado: mudanças sociais susceptíveis de provocar uma crise económica ou financeira, riscos de nacionalização de empresas estrangeiras, riscos de alterações desfavoráveis da legislação existente, etc.

As grandes opções da empresa no plano internacional. Consiste em definir as prioridades, em termos de produtos e de actividades, os objectivos qualitativos e quantitativos a atingir e o horizonte temporal da estratégia de internacionalização.
Nesta fase, há que ter em conta o ciclo de vida do produto, o grau de acessibilidade do mercado, o montante de investimento a fazer e o período de tempo até atingir o break-even (ponto morto de vendas) e determinar as formas de abordagem adequadas.
Inclui a tomada de decisões relativas às formas de entrada em cada uma das localizações alvo - através, por exemplo, de parcerias com as empresas locais ou de uma estratégia de conquista de terreno aos concorrentes - e às pressões relacionadas com a coordenação organizacional. As decisões mais importantes são relativas ao:
- Nível de envolvimento da empresa no estrangeiro, em função dos seus recursos financeiros, técnicos e humanos;
- Nível de controlo exigido pelos dirigentes e o nível dos riscos suportados em cada cenário em análise;
- Compatibilidade entre as fases de internacionalização iniciais e a sua sustentabilidade a longo prazo.
- Complementaridade, ou antagonismo, gerado entre a sede e as filiais internacionais.

### Preparar a empresa
Actualmente, é um erro comum às empresas portuguesas considerar que a única diferença introduzida com o processo de internacionalização é apenas comercializar os seus produtos fora de portas, em mercados diferentes. Este pressuposto, frequentemente, é base do insucesso destas empresas, pois ignoram as exigências da realidade que a globalização dos mercados veio trazer na realização das transacções económicas.
a) Alterações na organização
Quando as empresas passaram por processos de internacionalização, existem vários aspectos importantes que alteram o desempenho da organização, nomeadamente, ao nível do processo industrial, novas matérias-primas, novas embalagens, novas rotinas, etc.
Alguns dos exemplos mais frequentes são:
- Todo o material de promoção e apoio, assim como folhetos técnicos, ensaios e boletins de análises têm de ser emitidos no idioma do país de destino;
- Adaptação de produtos às normas em vigor noutros países. Para exportar mobiliário de criança para muitos países, sobretudo Escandinavos, os vernizes e tintas tem de ser em base aquosa, o que implica a montagem de linhas específicas, com equipamentos e processos mais caros do que os habituais.
- Modificação do tamanho das paletes. A norma europeia da europalete força as empresas exportadoras dentro da EU a utilizar uma medida comum a todos os países, ainda que dentro dos respectivos países as medidas possam ser muito diferentes. Para operar num mercado global muitas empresas tiveram que mudar, por exemplo, toda a arquitectura dos seus armazéns para armazenarem os seus produtos acabados em paletes homogéneas nas medidas, tal como os seus clientes no estrangeiro;
- Alterações de embalagens. A partir do momento que a Alemanha introduziu o seu sistema do Ponto Verde, em 1992, todas as empresas presentes neste país tiveram de se adaptar e alterar todas as suas embalagens, para poderem vender os seus produtos. Também devido às diferentes legislações que regulam a utilização de aditivos alimentares, a exportação de produtos alimentares pode implicar, e implica muitas vezes, a alteração dos ingredientes nas embalagens, assim como, em alguns casos como o Japão, a alteração dos próprios materiais;
- Alterações nas condições dos transportes. Há países onde os camiões não podem circular com cargas cujo peso seja superior a 15 t, (Suíça) e outros onde se admitem cargas até 30t (Suécia), contra o normal de 24t da restante Europa;

Com a apresentação destes exemplos pode-se verificar que existem muitas alterações que implicam custos, alterações de procedimentos, e até, admissão de pessoal especializado. Perante esta multiplicidade de cenários e tendo em consideração a decisão de avançar na direcção dos mercados externos, devem ser criados os mecanismos para ultrapassar as contrariedades, que podem passar por três fases:
- A primeira fase consiste em recolher informação relevante sobre qualquer processo de venda. De uma maneira natural, esta função torna-se responsabilidade do departamento comercial, uma vez que são os vendedores a charneira entre o mercado e o resto da organização. É aqui que se sente, em muitos casos, o primeiro ponto fraco da empresa, o baixo nível das equipas de vendas. Uma primeira iniciativa, com resultados quase imediatos, é aumentar a formação da equipa de vendas. Insistir na recolha de toda a informação, deixando claro que este é um ponto muito importante do qual pode depender o sucesso do negócio.
- A segunda fase, vai ser o tratamento da informação na empresa. Deve ser organizada uma equipa, para analisar os diferentes requisitos e, imediatamente tomar uma atitude que permita ultrapassar o problema. É muito importante dar uma resposta rápida. As empresas nos outros países aceitam que haja problemas, não aceitam é que não sejam resolvidos, e rapidamente. Uma equipa funcional, e sem demasiados elementos deve ter um elemento comercial, um de qualidade, e um da produção. Em alguns casos, pode ser incluído um elemento da logística.
- A terceira fase, por fim deve ser implementada a mudança, e informados os clientes das alterações introduzidas.

b) Efeitos na Cultura da Empresa
Deve ser preocupação da empresa proporcionar as ferramentas que permitam ultrapassar barreiras tão diversas como:
- Diferentes níveis de desenvolvimento dos dois países;
- Diferenças culturais;
- Nível de educação;
- Processos negociais;
- Diferentes idiomas;

Os diferentes métodos utilizados, tem como finalidade facilitar a comunicação entre as empresas, com os benefícios inerentes ao criar melhores mecanismos para fazer negócio. Dentro das empresas, é relativamente fácil proporcionar formação na área dos idiomas ou técnicas de vendas e/ou negociação. Mais difícil é o défice cultural existente entre o nosso país e a maioria dos nossos parceiros, sobretudo na Europa.
Hoje em dia, e uma vez mais devido ao atraso do nosso país, torna-se difícil distinguir o que é uma alteração cultural e o que são progressos na aprendizagem.
Algumas das modificações sentidas na cultura de empresa, são as seguintes:
- Alterações da gestão da empresa. Tornam-se fundamentais para adequar a empresa a um mundo mais profissional e evoluído, mas sobretudo diferente. Em muitos casos a gestão torna-se menos autocrática e mais fluida, criam-se novos modelos de organogramas com o objectivo de se tornarem mais eficazes.
- Alterações na responsabilização de todos os elementos da empresa, de molde a responder aos novos desafios dos novos mercados. Um dos efeitos mais notórios são as normas de qualidade e ambientais, mais exigentes nos mercados de exportação, onde se tornam factores críticos do sucesso de uma empresa exportadora.
- Inclusão de elementos de outros países nos quadros da empresa. Isto traz aos funcionários a consciência da sua presença global, e melhora a transferência de informação sobre o mercado.

c) Certificação de produtos
No panorama actual e dada a concorrência, o utilizador tem à sua disposição uma oferta variada quando pretende escolher um produto. Em contrapartida, nem sempre dispõe de informação clara e objectiva que lhe permita assegurar-se do nível de qualidade e fiabilidade dos produtos que adquire.
A certificação de produtos permite fazer a diferença, porque fornece a prova da conformidade de um produto com uma referência, indicando que o produto é seguro e desempenha com qualidade as funções para as quais foi concebido.
A certificação é, para além de uma ferramenta de marketing essencial para um produto, ser o elemento chave para o seu posicionamento no mercado, nomeadamente no mercado externo.
d) Certificação de Sistemas de Gestão
A certificação do sistema de Gestão de uma Empresa requer a intervenção de um organismo externo acreditado ao nível nacional (Instituto Português da Qualidade), devendo este ser reconhecido internacionalmente de modo a que o certificado emitido tenha valor no mercado destino.
O âmbito da certificação do sistema de gestão pode, de acordo com a exigência do mercado destino, estar situada ao nível da qualidade, ambiente, segurança, qualidade alimentar, entre outros.
A certificação de uma entidade traduz-se pela emissão de um certificado de conformidade que comprova que a entidade tem em funcionamento um sistema de gestão, que lhe permite garantir a conformidade dos seus produtos ou serviços com os requisitos pré-estabelecidos.
As vantagens internacionalmente reconhecidas pela certificação podem caracterizar-se por:
- Melhoria na Organização Interna;
- Melhoria da Imagem;
- Aumento Satisfação / Confiança dos Clientes;
- Aumento da Motivação/ Envolvimento no Sistema, por parte dos Colaboradores Internos;
- Confiança no Sistema;
- Melhoria da Posição Competitiva;
- Aumento da Produtividade;
- Redução de Custos;
- Acesso a determinados Mercados e Concursos;
- Facilidade de Acesso a Informação, entre outros.

Num mercado cada vez mais competitivo, exigente e global a Qualidade assume um papel preponderante no funcionamento e êxito de uma entidade. É, assim, consensual, considerar vital para uma organização a implementação de um Sistema de Gestão da Qualidade. A sua posterior certificação, permite a avaliação contínua da sua implementação, adequabilidade e eficácia, por profissionais independentes e de reconhecida competência técnica.
O sistema de gestão da qualidade e a sua certificação tem várias vantagens, quer a nível interno, quer a nível externo.
A nível interno, a certificação contribui para uma clara melhoria da empresa, proporcionando organização e disciplina, definição correcta de funções e de objectivos de cada um dos utilizadores do sistema.
Por outro lado, evita a realização de auditorias dos clientes, uma vez que as entidades certificadoras, enquanto entidades independentes, e credíveis, do cliente e do fornecedor, se tornam o garante do bom funcionamento do sistema da qualidade do seu fornecedor.
A nível externo, a certificação confere às empresas um maior prestígio nos mercados onde operam, uma vez que conseguem evidenciar qualidade perante os seus clientes e face à concorrência, conduzindo, naturalmente, a uma maior fidelização dos clientes e uma significativa redução dos conflitos com os mesmos.

## Opções estratégicas nos mercados internacionais
Estratégias básicas
De acordo com modelo de Michael Porter podemos apontar três estratégias básicas:
- Líder de Custos - consiste em ter os custos de produção mais baixos e concorrer com base em preço mais baixos
- Diferenciação - a empresa oferece um produto diferenciado e a concorrência faz-se com base na satisfação de um valor único para o cliente
- Focalização - a empresa centra a sua ação num reduzido número de segmentos. A abordagem do segmento-alvo pode fazer-se utilizando duas estratégias anteriores: diferenciação ou liderança de custos.

Estratégia de liderança pelo preço
Se uma empresa consegue produzir o seu produto ou serviço com um custo mais baixo que os seus concorrentes, mantendo um nível de qualidade apercebida equivalente, poderá praticar preços mais baixos e continuar a manter o lucro adequado. Poderá também praticar os mesmos preços que os seus concorrentes e ter lucros mais elevados que eles, devido aos seus custos mais reduzidos.
Estratégia de diferenciação
As estrategias de diferenciação assentam na criação de, pelo menos, uma vantagem competitiva sustentada, suficiente para estabelecer uma diferença significativa face à concorrência e relevante para os consumidores.
Estratégia de Focalização
A estrategia de focalização pode, ter por base a diferenciação ou a liderança pelos custos. Em qualquer dos casos, consiste numa estratégia de nicho, permitindo a protecção, pelo menos temporariamente, das incursões dos concorrentes que apostam habitualmente noutros segmentos e que não oferecem o conjunto de atributos que os consumidores pertencentes ao nicho valorizam.

## Gestão
O processo de internacionalização das empresas refere-se à forma como estas se organizam internamente ou com outras empresas para acederem a mercados externos. Iniciando-se normalmente pela via das exportações, as empresas acabam por avançar para fases mais avançadas em que trabalham com agentes comerciais locais, licenciam tecnologia ou avançam para investimentos directos no exterior, sozinhas ou através de alianças estratégicas. A selecção e implementação das parcerias mais adequadas são essenciais para este processo. O trabalho com diversos parceiros fomenta o crosselling e preenche lacunas, fornecendo alternativas muito adequadas ao cliente final.
Internacionalização (da economia e da sociedade) é uma das tendências mais significativas observadas nos últimos anos resultantes da globalização. A internacionalização refere-se aos fluxos (matérias primas, produtos acabados, serviços, dinheiro, ideias e pessoas) entre dois ou mais Estados-Nação.
A fronteira entre os âmbitos nacional e internacional torna-se cada vez mais difusa e tem suscitado nas empresas um crescente interesse pelos negócios fora do próprio país.
Internacionalizar significa actuar em diferentes nações conduzindo movimentos de factores de produção como transferências de capital, desenvolvendo projectos em cooperação com parceiros estrangeiros ou simplesmente comercializando os seus produtos e/ou prestando serviços noutros países.
Este processo de internacionalização é, presentemente, um dos vectores chave do modelo por que se regem as relações económicas internacionais de tal forma que já não é pois possível encarar a actividade de uma empresa somente no contexto do seu mercado nacional.
A crescente interligação entre nações induziu o aumento do comércio internacional, a expansão do investimento além-fronteiras, a homogeneidade acrescida dos padrões de consumo e, em última análise, a maior aproximação entre os povos. Em resultado, as empresas têm de penetrar nos mercados externos para tirar partido das novas oportunidades de negócio.
A determinação do estágio de desenvolvimento da actividade de internacionalização de uma empresa depende, essencialmente, do grau de comprometimento que ela revela para sua actuação no mercado internacional. O estágio de desenvolvimento das exportações tem sua relação intrínseca com a alternativa utilizada por uma empresa para seu processo de internacionalização.

## Informática
Internacionalização é um processo de desenvolvimento (ou adaptação) de um software em que se busca criar um software internacional, ou seja, com características tais que permitam que ele se adapte mais facilmente a determinadas características regionais, legais, culturais e técnicas. Esta adaptação pode ser automática (de acordo com parâmetros recebidos, tais como fuso horário, formatos de números, sistemas métricos e moedas) ou manual (como a tradução da interface e adaptações específicas demandadas pelo destinatário do software). Este processo manual posterior é conhecido como localização.

## Razões da internacionalização
Tradicionais:
- assegurar fornecimentos chave (matérias primas);
- procura de novos mercados;
- acesso a factores de produção mais baratos (e/ou subsídios locais),

As novas motivações:
- aumento das economias de escala;
- aumento dos custos de I&D;
- encurtamento do ciclo de vida dos produtos.

Desde a Revolução Industrial, as empresas vão seguindo o caminho de maior oligopolização e internacionalização. Segundo a Teoria do ciclo de vida do produto, uma inovação num país leva, inicialmente à produção local acompanhada de exportação. A estandardização de processos e a estabilização da tecnologia vai permitir a implantação industrial no estrangeiro, ganhando economias de escala e diluindo os custos iniciais de Investigação e Desenvolvimento  (no Brasil, Pesquisa e Desenvolvimento). Finalmente, a entrada de concorrentes e a concorrência via preço leva à transferência para regiões com menores custos de factores.
Motivações secundárias/benefícios da internacionalização:
- busca de conhecimentos/aprendizagem;
- posicionamento competitivo - vantagens resultantes de operar em vários mercados;

Requisitos para a internacionalização
A empresa deve ter alguma competência específica que compense a sua falta de conhecimento da forma de actuação (cultura, estrutura do sector, ambiente político) no mercado externo, face à concorrência local.
A empresa deve ter uma capacidade de gerir os seus activos mais eficientemente pelo investimento directo do que através de relações contratuais com parceiros locais.
Para que exista uma multinacional é necessário que as condições num mercado externo criem uma motivação que possa ser explorada com base em competências específicas da empresa, e que esta tenha uma capacidade organizacional de gerir melhor os seus activos directamente do que através de relações contratuais.

## Evolução de mentalidades: De internacional a transnacional
- Internacional - as filiais suportam a casa mãe, por conseguirem vendas adicionais ou via fornecimentos. A empresa considera-se essencialmente doméstica, sendo os produtos desenvolvidos para o mercado interno.
- Multinacional - a vertente internacional deixa de ser considerada marginal. Reconhecem-se as diferenças entre mercados e adaptam-se os produtos e mesmo as estratégias de acordo com as condições locais. Dá-se liberdade de acção à gestão local.
- Global - criação de produtos para um mercado mundial, fabricados globalmente, em algumas, poucas, fábricas com elevados níveis de eficiência. Existe um grande grau de coordenação de actividades, sendo a gestão e algumas funções chave (R&D, produção) centralizadas.
- Transnacional - necessidade de manutenção de uma eficiência global com capacidade de resposta a necessidades locais. É necessário que as filiais tenham capacidade de resposta às necessidades dos mercados respectivos. Os recursos estão dispersos mas são especializados, procurando-se obter eficiência e flexibilidade.

O tamanho das empresas tem um impacto direto em seus investimentos, por isso, as que possuem uma produtividade maior, conseguem realizar investimentos externos e expandir seu mercado e setor produtivo, adequando-se sempre aos hábitos de consumo e diferentes normas culturais.
As empresas de médio porte e, com isso, média capacidade de produção, alcançam a expansão da produção no máximo através da joint venture (compartilhamento de custos e riscos com empresa estrangeira para exploração de novos mercados), sendo que a sua estrutura não as permite organizar investimentos maiores.
Enquanto isso, as de pequena produtividade, empresas menores, atuam mesmo no mercado interno, que é onde elas buscam a conquista do mesmo, se posicionando em seus países para conseguirem uma ampla atuação e assim crescerem dentro de suas regiões, para que algum dia tenham a sua produtividade acrescida a um nível que as permita exportar e assim operarem com média produtividade.
Não deixando de acrescentar que não só a estrutura é importante nestas classificações, mas também o reconhecimento das organizações internamente e externamente, seu montante de capital para investir, e sua capacidade de se coordenar nas ampliações e mutações no mercado.